# Thamnophilus subfasciatus
El batará pardo norteño (Thamnophilus subfasciatus), es una especie —o el grupo de subespecies T. ruficapillus subfasciatus, dependiendo de la clasificación considerada— de ave paseriforme de la familia Thamnophilidae perteneciente al numeroso género Thamnophilus. Es nativa de la región andina del oeste de América del Sur.

## Distribución y hábitat
Se distribuye de forma disjunta, en la pendiente oriental de los Andes del norte de Perú y desde el sur de Perú hasta el noroeste de Bolivia.
Esta especie es considerada bastante común en sus hábitats naturales: los matorrales, clareras en regeneración y bordes de bosques entre 1500 y 2200 m de altitud en el norte de Perú; entre 1000 y 3100 m en el sur de Perú y Bolivia.

## Sistemática

### Descripción original
La especie T. subfasciatus fue descrita originalmente por los zoólogos británicos Philip Lutley Sclater y Osbert Salvin en el año 1876, bajo el mismo nombre científico. La localidad tipo es: «Tilotilo, Yungas de La Paz, Bolivia».

### Etimología
El nombre genérico «Thamnophilus» deriva del griego «thamnos»: arbusto y «philos»: amante; «amante de arbustos»; y el nombre de la especie «subfasciatus», del latín «sub»: por debajo y «fasciatus»: bandeado, barrado; significando «barrado por debajo».

### Taxonomía
Hasta ahora es tratada como conespecífica con Thamnophilus ruficapillus, pero las clasificaciones Aves del Mundo (HBW) y Birdlife International (BLI) consideran al grupo andino T. ruficapillus subfasciatus, junto a las subesespecies jaczewskii y marcapatae, como especie separada, con base en diferencias morfológicas. Sin embargo, esto no es todavía reconocido por otras clasificaciones.
Las principales diferencias morfológicas apuntadas por HBW para la separación son: el barrado más denso en el pecho, extendiéndose hasta el vientre y sobre la garganta, en el macho; color rufo y no blanquecino por abajo en la hembra; y cola más corta.
Junto a las especies: Thamnophilus doliatus, T. ruficapillus, T. zarumae, T. torquatus, T. tenuepunctatus, T. multistriatus, y T. palliatus, integra el «grupo T. doliatus».

### Subespecies
Se reconocen tres subespecies, con su correspondiente distribución geográfica:
- Thamnophilus subfasciatus jaczewskii Domaniewski, 1925 - Andes del norte de Perú (centro de Cajamarca, Amazonas al sur del río Marañón, y noroeste de San Martín).
- Thamnophilus subfasciatus marcapatae Hellmayr, 1912 - pendiente oriental de los Andes del sur de Perú (este de Cuzco, Puno).
- Thamnophilus subfasciatus subfasciatus Sclater & Salvin, 1876 - pendiente oriental de los Andes del noroeste de Bolivia (en el oeste de Cochabamba, y en La Paz).